# Cheneyville
Cheneyville – miasto w Stanach Zjednoczonych, w stanie Luizjana, w parafii Rapides.